# 拉波特城 (愛荷華州)
拉波特城（英語：La Porte City）是一個位於美國愛荷華州布萊克霍克縣的城市。

## 地理
拉波特城的座標為42°18′49″N 92°11′18″W / 42.31361°N 92.18833°W，而該地的平均海拔高度為253米（即830英尺）。

## 人口
根據2010年美國人口普查的數據，拉波特城的面積為6.79平方千米，當中陸地面積為6.60平方千米，而水域面積為0.19平方千米。當地共有人口2285人，而人口密度為每平方千米336人。